# Saint-Gilles-Pligeaux
Saint-Gilles-Pligeaux är en kommun i departementet Côtes-d'Armor i regionen Bretagne i nordvästra Frankrike. Kommunen ligger i kantonen Saint-Nicolas-du-Pélem som tillhör arrondissementet Guingamp. År 2022 hade Saint-Gilles-Pligeaux 304 invånare.

## Befolkningsutveckling
Antalet invånare i kommunen Saint-Gilles-Pligeaux
Referens:INSEE